# Władcy Bar

Herb hrabiów i książąt Bar

## Hrabiowie Bar

### Dynastia Ardennes
- 959 – 978: Fryderyk I
- 978 – 1027: Teodoryk I
- 1027 – 1027: Fryderyk II
- 1027 – 1033: Fryderyk III
- 1033 – 1093: Zofia

### Dynastia z Montbelliard
- 1093 – 1105: Teodoryk II
- 1105 – 1150: Renald I
- 1150 – 1170: Renald II
- 1170 – 1189: Henryk I
- 1189 – 1214: Tybald I
- 1214 – 1239: Henryk II
- 1239 – 1291: Tybald II
- 1291 – 1302: Henryk III
- 1302 – 1337: Edward I
- 1337 – 1344: Henryk IV
- 1344 – 1352: Edward II

## Książęta Bar
- 1352 – 1411: Robert I
- 1411 – 1415: Edward III
- 1415 – 1430: Ludwik
- 1430 – 1480: René I
- 1480 – 1483: Jolanta
- 1483 – 1508: René II
- tytuł połączony z księstwem Lotaryngii

## Markizowie de Pont-a-Mousson
- 1354 – 1411: Robert I de Bar
- 1411 – 1415: Edward III de Bar
- 1415 – 1419: Ludwik I de Bar
- 1419 – 1441: René I Andegaweński
- 1441 – 1443 : Ludwik Andegaweński (syn Rene)
- 1443 – 1444: René I Andegaweński
- 1444 – 1470: Jan II Andegaweński
- 1470 – 1473: Mikołaj I Andegaweński
- 1473 – 1480 : wakat
- 1480 – 1508: René II Lotaryński
- tytuł połączony z księstwem Lotaryngii